# Figure héraldique imaginaire
 (mai 2020).
Si vous disposez d'ouvrages ou d'articles de référence ou si vous connaissez des sites web de qualité traitant du thème abordé ici, merci de compléter l'article en donnant les références utiles à sa vérifiabilité et en les liant à la section « Notes et références ».

Chimère (héraldique).

Les figures imaginaires de l’héraldique constituent l'un des trois groupes selon lesquels sont classés les meubles héraldiques.
Très nombreuses, il s'agit de créations originales ou adaptations, parfois très libres, de créations antérieures de toute origine (mythologies égyptienne, grecque, chrétienne…). Toutefois, le domaine de création se limite pratiquement au domaine animal : les exemples de plantes imaginaires ou d'objets magiques sont extrêmement rares dans les blasons.
La limite entre figures naturelles et figures imaginaires est très théorique, en ce sens que les figures dites naturelles le sont assez peu : un lion héraldique peut avoir deux queues ou deux têtes, l’aigle héraldique même trois, ou n’avoir ni bec ni patte (alérion), sans cesser d’être considérés comme « naturels », mais cerbère, chien à trois têtes, sera lui classé imaginaire.
La plupart des figures imaginaires sont obtenues par mélange plus ou moins complexe d'espèces différentes. Quelques (rares) figures, comme le phénix, bien que totalement imaginées, ne présentent aucune étrangeté morphologique et sont classées ici beaucoup plus en raison des capacités surnaturelles qui leur sont attribuées. Cette approche introduit des cas plus ambigus, comme la salamandre héraldique ou l'agneau pascal — classés ici par certains auteurs — qui n'ont pourtant d'imaginaire que la charge surnaturelle qui leur est attribuée. Pour l'agneau, le fait de porter une bannière ne le rend pas plus imaginaire que nombre d'autres figures naturelles portant épée, couronne et autre objet.

## Figures animales

### Les hybrides
Un mode fréquent de création d'êtres imaginaires consiste à associer deux espèces par moitiés : outre les spécialités héraldiques comme le « francolin » (mi-coq mi-dindon), on retrouve de nombreux classiques : centaure — et son homologue féminin, moins classique, la centauresse (ou centaurelle) —, chimère, griffon, harpie, horus, minotaure, sphinx, hippogriffe, alphyn, etc.
En l'absence d'un nom spécifique, toute composition représentant un animal dont une partie a été empruntée à une autre espèce, est blasonné monstre ou monstrueux. En particulier, on blasonne monstrueux sans autre précision un animal doté d'un visage humain.

### Les monstres marins
Il s'agit en fait d'hybrides de poisson (pour la queue) et d'espèce terrestre (pour le reste). Un tel hybride est dit mariné. En raison d’une croyance selon laquelle tout être terrestre avait son pendant marin, il est probable que le classement des compositions marinées dans les figures imaginaires relève d’une vision moderne.
Célèbre et fréquente : la femme marinée ou sirène et sa variante mélusine.
L’homme mariné est peu fréquent. On le trouve en Angleterre, surtout dans les ornements extérieurs de l'écu. Si son homologue féminin est attirant par nature, il est lui, plutôt effrayant et repoussant. Il peut être en armure.
Il est plus fréquent dans sa version triton, tenant un trident et soufflant dans une conque pour provoquer des tempêtes.
Une autre figure fréquente est le capricorne, composé d'un torse de chèvre (avec les membres antérieurs) et d'une queue de poisson.

### Les figures recevant un accessoire inhabituel
- Ailes : outre la famille des anges (archanges, séraphins, chérubins ou angelots), des lions ailés (lion de Venise, Lion de saint Marc), on trouve pégase, cupidon et l'amphiptère, serpent équipé d'ailes de chauve-souris renversés (voir ci-contre).
- Cornes : licorne (une frontale).
- Serpents : méduse (chevelure).
- Oreilles : midas (quatre oreilles d'ânes).

### Figures possédant un composant en nombre inhabituel
- Tête : cerbère (trois ou plus), hydre (sept), amphisbène (deux dont une à la queue, voir ci-contre). Les compositions n'ayant pas de nom particulier sont blasonnées bicéphale, tricéphale, puis à n têtes.
- Visage : janus (deux), gérion (trois).
- Œil : cyclope (un seul), argus (une centaine).

### Les compositions complexes
Outre les classiques comme les divers dragons (devenant même monstrueux avec une tête d'homme), on trouve des compositions typiquement héraldiques :
- panthère : ne se trouve guère que dans les armes autrichiennes. Elle a la forme générale d'un lion rampant avec sa queue et sa crinière hérissée et les pattes de devant comme celles de l'aigle. Les plus anciens la représentaient avec une tête de cheval portant des cornes de bœuf et vomissant des flammes. Plus tard, on fit encore jaillir des flammes de ses oreilles et de ses narines ;
- tigre : lion au museau allongé, à cornes recourbées vers le bas et défenses de sanglier ;
- antelope (antilope de l'héraldique anglaise) : corps de cerf, tête de dragon à cornes droites.

## Autres figures (non-animales)
Parmi les végétaux, on connaît notamment l'angemme qui, bien qu'à l'apparence simpliste, est censée rappeler un bijou (artificiel donc) ressemblant lui même à une fleur,,. Pourtant, signe de son ancienneté et de sa rareté, les héraldistes ne sont pas d'accord quant à la représentation visuelle des angemmes, tant sur le nombre de pétales que sur la forme de ces derniers.